# تپه رحیم‌آباد ۲
تپه رحیم آباد ۲ مربوط به دوره اشکانیان - سدهٔ ۳ و ۴ ه.ق است و در شهرستان کرمانشاه، بخش مرکزی، دهستان میان دربند، ۷۰۰ متری غرب روستای رحیم آباد واقع شده و این اثر در تاریخ ۲۶ اسفند ۱۳۸۷ با شمارهٔ ثبت ۲۵۵۰۹ به‌عنوان یکی از آثار ملی ایران به ثبت رسیده است.